# Campionato nordamericano femminile di pallavolo 1985
Il IX campionato nordamericano femminile di pallavolo si è svolto  nel 1985 a Santiago, nella Repubblica Dominicana. Al torneo hanno partecipato 10 squadre nazionali nordamericane e la vittoria finale è andata per la quinta volta a Cuba

## Classifica finale
| Classifica | Squadre                 |
| ---------- | ----------------------- |
|            | Cuba                    |
|            | Stati Uniti             |
|            | Canada                  |
| 4          | Porto Rico              |
| 5          | Rep. Dominicana         |
| 6          | Haiti                   |
| 7          | Antille Olandesi        |
| 8          | Panama                  |
| 9          | Guatemala               |
| 10         | Isole Vergini Americane |